# Транспорт Ізраїлю
Транспорт Ізраїлю представлений автомобільним , залізничним , повітряним , водним (морським)  і трубопровідним , у населених пунктах  та у міжміському сполученні діє громадський транспорт пасажирських перевезень. Площа країни дорівнює 20 770 км² (154-те місце у світі). Форма території країни — видовжена в меридіональному напрямку; максимальна дистанція з півночі на південь — 420 км, зі сходу на захід — 110 км. Географічне положення Ізраїлю дозволяє країні контролювати морські транспортні шляхи у Східному Середземномор'ї, сухопутні з Єгипту на Близький Схід, транспортне сполучення палестинської території Сектор Гази.

## Автомобільний
Загальна довжина автошляхів у Ізраїлі, станом на 2011 рік, дорівнює 18 566 км із твердим покриттям (449 км швидкісних автомагістралей) (115-те місце у світі).

## Залізничний
Загальна довжина залізничних колій країни, станом на 2014 рік, становила 1 250 км (82-ге місце у світі), з яких 1 250 км стандартної 1435-мм колії.

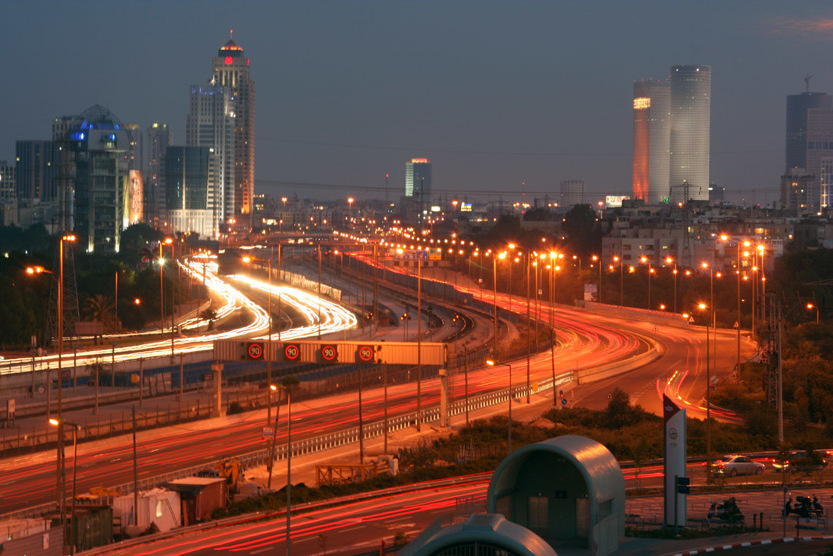
Автострада Аялон у Тель-Авіві
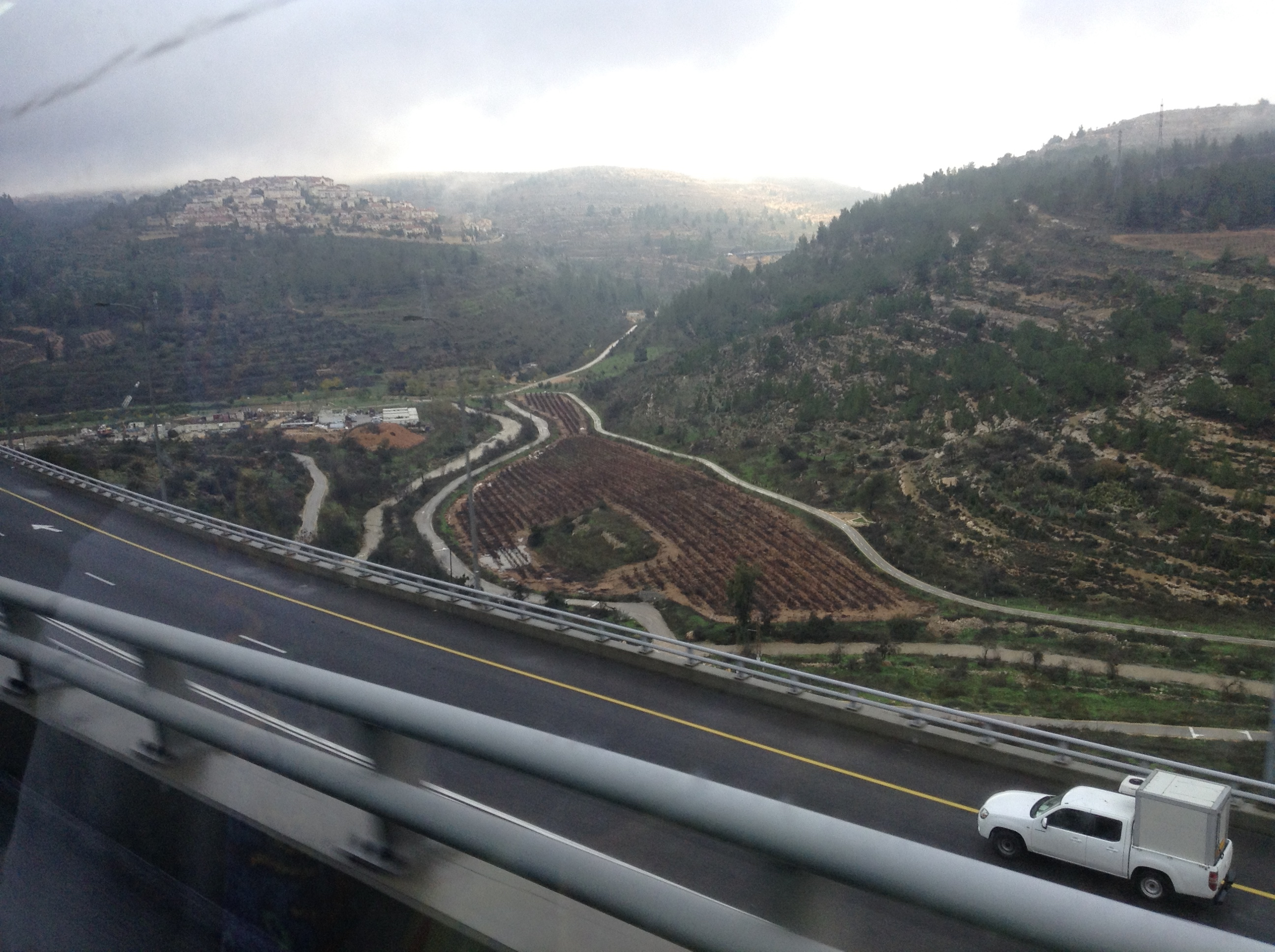
Автошлях з Ашдоду до Єрусалиму

## Повітряний
У країні, станом на 2013 рік, діє 47 аеропортів (94-те місце у світі), з них 29 із твердим покриттям злітно-посадкових смуг і 18 із ґрунтовим. Аеропорти країни за довжиною злітно-посадкових смуг розподіляються так (у дужках окремо кількість без твердого покриття):
- довші за 10 тис. футів (>3047 м) — 2 (0);
- від 10 тис. до 8 тис. футів (3047-2438 м) — 5 (0);
- від 8 тис. до 5 тис. футів (2437—1524 м) — 6 (1);
- від 5 тис. до 3 тис. футів (1523—914 м) — 11 (3);
- коротші за 3 тис. футів (<914 м) — 5 (14)[1].

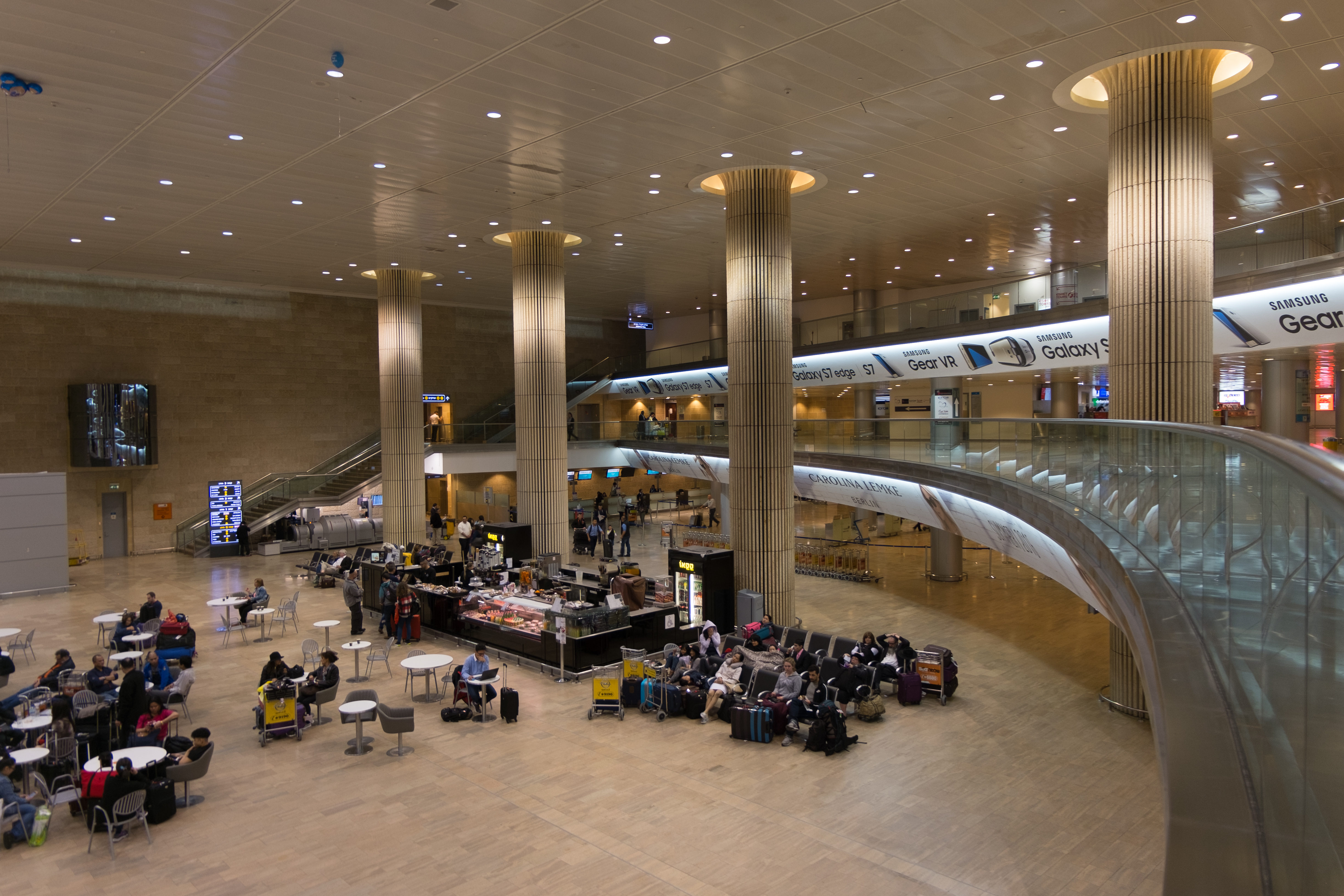
Міжнародний аеропорт імені Давида Бен-Гуріона

У країні, станом на 2015 рік, зареєстровано 6 авіапідприємств, які оперують 60 повітряними суднами. За 2015 рік загальний пасажирообіг на внутрішніх і міжнародних рейсах становив 6,0 млн осіб. За 2015 рік повітряним транспортом було перевезено 758,6 млн тонно-кілометрів вантажів (без врахування багажу пасажирів).
У країні, станом на 2013 рік, споруджено і діє 3 гелікоптерні майданчики.
Ізраїль є членом Міжнародної організації цивільної авіації (ICAO). Згідно зі статтею 20 Чиказької конвенції про міжнародну цивільну авіацію 1944 року, Міжнародна організація цивільної авіації для повітряних суден країни, станом на 2016 рік, закріпила реєстраційний префікс — 4X, заснований на радіопозивних, виділених Міжнародною спілкою електрозв'язку (ITU). Аеропорти Ізраїлю мають літерний код ІКАО, що починається з — LL.

## Водний

### Морський
Головні морські порти країни: Ашдод, Ейлат, Хедера, Хайфа. Річний вантажообіг контейнерних терміналів (дані за 2011 рік): Ашдод — 1,17 млн, Хайфа — 1,24 млн контейнерів (TEU).

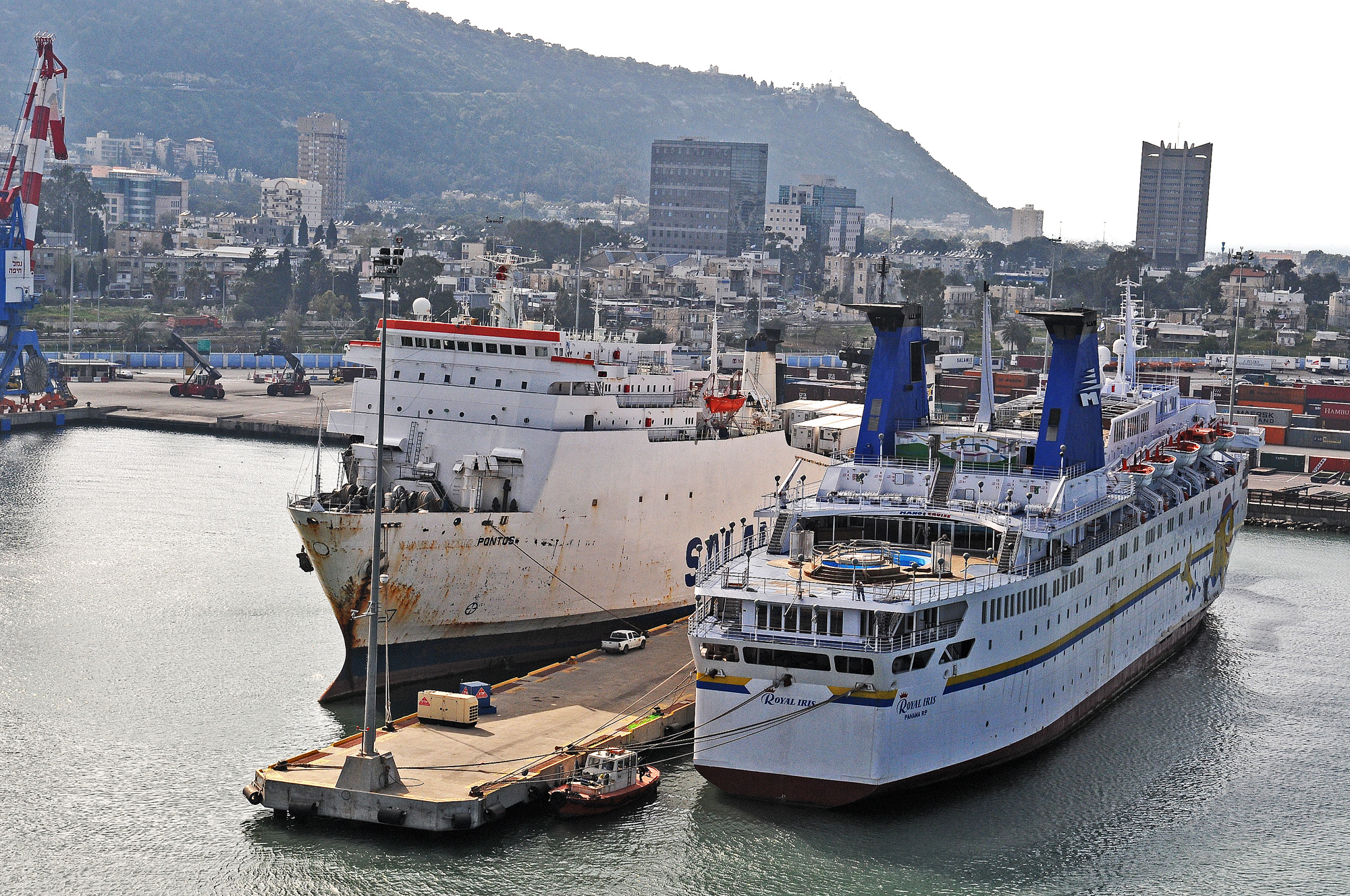
Причал у порту Хайфи

Морський торговий флот країни, станом на 2010 рік, складався з 8 морських суден з тоннажем понад 1 тис. реєстрових тонн (GRT) кожне (120-те місце у світі), з яких: суховантажів — 1, контейнеровозів — 7.
Станом на 2010 рік, кількість морських торгових суден, що зареєстровані під прапорами інших країн — 48 (Бермудських Островів — 3, Грузії — 1, Гондурасу — 1, Ліберії — 34, Мальти — 3, Молдови — 2, Панами — 1, Сент-Вінсенту і Гренадин — 3).

## Трубопровідний
Загальна довжина газогонів у Ізраїлі, станом на 2013 рік, становила 763 км; нафтогонів — 442 км; продуктогонів — 261 км.

## Міський громадський

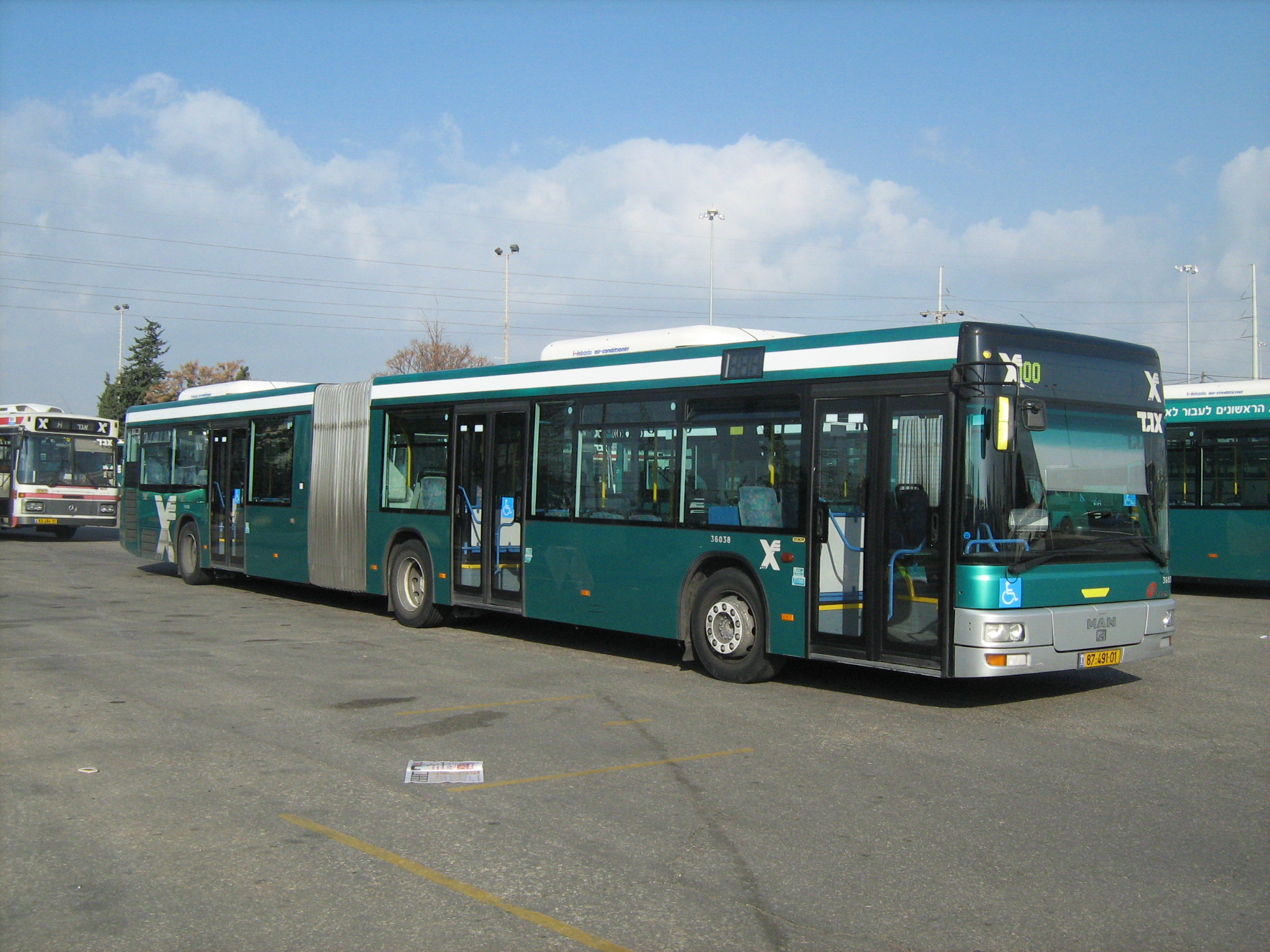
Ізраїльський автобус

## Державне управління

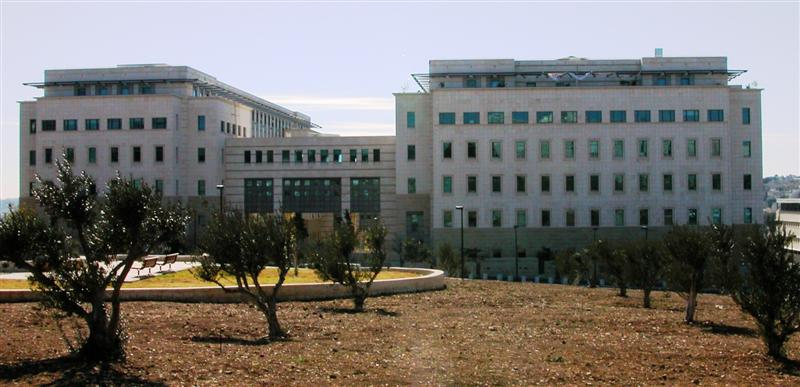
Будівля міністерства транспорту Ізраїлю

Держава здійснює управління транспортною інфраструктурою країни через міністерство транспорту і безпеки шляхів. Станом на 25 січня 2017 року міністерство в уряді Беньяміна Нетаньягу очолював Ізраель Кац.

### Українською
- Атлас. 10-11 клас. Економічна і соціальна географія світу / упорядники :  О. Я. Скуратович, Н. І. Чанцева. — К. : ДНВП «Картографія», 2010. — ISBN 978-966-475-639-3.
- Атлас світу / голов. ред. І. С. Руденко ; зав. ред. В. В. Радченко ; відп. ред. О. В. Вакуленко. — К. : ДНВП «Картографія», 2005. — 336 с. — ISBN 9666315467.
- Безуглий В. В. Економічна і соціальна географія зарубіжних країн : Навчальний посібник. — К. : ВЦ «Академія», 2007. — 704 с. — ISBN 978-966-580-239-6.
- Безуглий В. В., Козинець С. В. Регіональна економічна і соціальна географія світу : Навчальний посібник. — видання 2-ге, доп., перероб. — К. : ВЦ «Академія», 2007. — 688 с. — ISBN 966-580-144-9.
- Головченко В., Кравчук О. Країнознавство: Азія, Африка, Латинська Америка, Австралія і Океанія. — К., 2006. — 335 с. — ISBN 966-8939-04-2.
- Дахно І. І. Країни світу: Енциклопедичний довідник / І. І. Дахно, С. М. Тимофієв. — К. : Мапа, 2011. — 606 с. — (Бібліотека нового українця) — ISBN 978-966-8804-23-6.
- Дахно І. І. Економічна географія зарубіжних країн : навчальний посібник. — К. : Центр учбової літератури, 2014. — 319 с. — ISBN 978-611-01-0682-5.
- Дорошенко В. І. Географія транспорту : Навчальний посібник / В. І. Дорошенко, К. Д. Діденко. — К. : Київський нац. ун-т ім. Т. Шевченка, 2010. — 183 с. — ISBN 978-966-439-329-1.
- Дубович І. А. Країнознавчий словник-довідник. — 5-те вид., перероб. і доп. — К. : Знання, 2008. — 839 с. — ISBN 978-966-346-330-8.
- Економічна і соціальна географія країн світу : Навчальний посібник / За ред. С. П. Кузика. — Л. : Світ, 2002. — 672 с. — ISBN 966-603-178-7.
- Зарубіжна транспортна географія : навчальний посібник / уклад. : Петрашевський О. Л. и др. — К. : Національний транспортний університет, 2015. — 95 с. — ISBN 978-966-632-227-5.
- Ігнатьєв П. М. Країнознавство: Країни Азії. — Ч. : Книги-ХХІ, 2004. — 383 с. — ISBN 966-8029-53-4.
- Книш М. М., Мамчур О. І. Регіональна економічна і соціальна географія світу (Латинська Америка та Карибські країни, Африка, Азія, Океанія) : навч. посіб. — Л. : ЛНУ ім. Івана Франка, 2013. — 368 с. — ISBN 978-617-10-0007-0.
- Юрківський В. М. Регіональна економічна і соціальна географія. Зарубіжні країни : Підручник. — К. : Либідь, 2001. — 416 с. — ISBN 966-06-0092-5.

### Англійською
- (англ.) Modern Transport Geography / Hoyle, B. and R. Knowles (eds). — Second Edition,. — London : Wiley, 1998.
- (англ.) Rodrigue, J-P. The Geography of Transport Systems. — Fourth Edition. — N. Y. : Routledge, 2017. — 440 с. — ISBN 978-1138669574.
- (англ.) Taaffe E. J., Gauthier H. L. and O'Kelly M. E. Geography of transportation. — Second Edition. — N. Y. : Prentice Hall, 1996. — ISBN 0-13-368572-1.
- (англ.) Black, W. Transportation: A Geographical Analysis. — N. Y. : Guilford, 2003.

### Російською
- (рос.) Максаковский В. П. Географическая картина мира. Книга I: Общая характеристика мира. — М. : Дрофа, 2008. — 495 с. — ISBN 978-5-358-05275-8.
- (рос.) Максаковский В. П. Географическая картина мира. Книга II: Региональная характеристика мира. — М. : Дрофа, 2009. — 480 с. — ISBN 978-5-358-06280-1.
- (рос.) Физико-географический атлас мира. — М. : Академия наук СССР и главное управление геодезии и картографии ГГК СССР, 1964. — 298 с.
- (рос.) Шаповал Н. С. Транспортная география и транспортные системы мира : учебное пособие. — К. : Центр учбової літератури, 2006. — 188 с. — ISBN 000-0000-00-4.
- (рос.) Экономическая, социальная и политическая география мира. Регионы и страны / под ред. С. Б. Лаврова, Н. В. Каледина. — М. : Гардарики, 2002. — 928 с. — ISBN 5-8297-0039-5.
- (рос.) Энциклопедия стран мира / глав. ред. Н. А. Симония. — М. : НПО «Экономика» РАН, отделение общественных наук, 2004. — 1319 с. — ISBN 5-282-02318-0.